# Leendert Gerrit Westerink
Leendert Gerrit Westerink (Velp (Gelderland), 2 november 1913 – Buffalo (New York), 24 januari 1990) was een Nederlands classicus, hoogleraar aan de universiteit van Buffalo, specialist op het  gebied van het latere Neoplatonisme. 

## Leven
Westerink is na zijn gymnasium opleiding op het Christelijk Lyceum te Arnhem aan de universiteit van Nijmegen klassieke talen gaan studeren. In deze toen zeer katholieke omgeving is hij overgestapt op het katholieke geloof, een opmerkelijke stap voor een zoon van een gereformeerd Predikant. Omdat het in de vooroorlogse crisis-jaren niet makkelijk was een baan te vinden, heeft Westerink ook Engels gestudeerd. 
In 1948 promoveerde hij op de tekst-uitgave van een werk van Michaël Psellos, de 11e-eeuwse Byzantijnse monnik. Hij was op dat moment leraar aan het Gemeentelijk Lyceum te Emmen, alwaar hij in de ochtenduren les gaf. De rest van zijn tijd besteedde hij aan het vervaardigen van Griekse tekst-edities, waarmee hij de met zijn proefschrift ingezette lijn voortzette. In Emmen had hij als collega gedurende een tiental jaren Hendrik Joan Drossaart Lulofs, die zich met vergelijkbare edities bezighield. Westerink is van 1945-1965 leraar geweest in Emmen; omdat zijn tekst-uitgaven van zo hoge kwaliteit waren groeide zijn reputatie en bevalen internationaal bekende classici als E.R. Dodds, A.-J. Festugière en Harold Cherniss hem aan voor een hoogleraarspost in New York. Daar werd hij benoemd in 1965, en hij bleef daar werkzaam tot het einde van zijn leven.
Hij publiceerde veel geprezen edities van tal van moeilijke, weinig bekende laat-Griekse en 'Byzantijnse' teksten. De belangrijkste daarvan is Proclus' Theologia Platonis, die Westerink en Henri Dominique Saffrey samen publiceerden; het was Dodds die hen met elkaar in contact had gebracht. Westerink zelf zag zijn uitgave van de Phaedo-commentaren van Olympiodorus en Damascius als zijn belangrijkste werk. 
Westerink beschikte over het vermogen snel nieuwe talen te leren. Op de middelbare school al had hij Arabisch geleerd; later maakte hij zich het Deens, Russisch en Armeens meester, talen die hij nodig had om bepaalde publicaties te kunnen lezen.
Westerink is in 1990 overleden aan een hartaanval.

## Publicaties in boekvorm
- Michaël Psellos: De omnifaria doctrina: Critical text and introduction. Proefschrift, Nijmegen, 1948.
- Proclus: Commentary on the First Alcibiades of Plato, 1954.
- Olympiodorus: Commentary on the First Alcibiades of Plato. Critical Notes and Indices. 1956.
- Damascius: Lectures on the Philebus wrongly attributed to Olympiodorus, 1959.
- Anonymous:  Prolegomena to Platonic Philosophy, 1962. Uitgave met Engelse vertaling.
- Pseudo-Elias (Pseudo-David): Lectures on Porphyry's Isagoge, 1967.
- Arethas: Arethae Archiepiscopi Caesariensis: Scripta Minora, 2 delen, 1968 en 1972, Teubner editie.
- Porphyrius: Porphyry: The Cave of the Nymphs in the Odyssey: a Revised Text with Translation, 1969.
- Olympiodorus: Olympiodori in Platonis Gorgiam commentaria (Teubner editie), 1970.
- Nicetas magister: Nicétas Magistros. Lettres d'un exilé (928-946). Introduction, édition, traduction et notes, 1973. (Dit werk is de neerslag van het college dat Westerink in Parijs gaf aan het Collège de France, in het seizoen 1970/1971.)
- Nikolaas I van Constantinopel: Nicholas I, Patriarch of Constantinople: Letters, 1973.
- The Greek Commentaries on Plato's Phaedo. 1976 Deel 1: Olympiodorus On the Phaedo, deel 2: 1977 Damascius On the Phaedo.
- Theophylactus Simocatta: Theophylactus Simocates: On Predestined Terms of Life, samen met Charles Garton, 1978.
- Theodorus Daphnopates: Théodore Daphnopatès. Correspondance, in samenwerking met Jean Darrouzès, 1978.
- Germanus I van Constantinopel: Germanos: On predestined terms of life, in samenwerking met Charles Garton, 1979.
- Nikolaas I van Constantinopel: Nicholas I Patriarch of Constantinople. Miscellaneous Writings, 1981.
- Stephanus van Athene: Stephanus of Athens, Commentary on Hippocrates' Aphorisms, 2 delen, 1985 (Sections I-II), 1992 (Sections III-IV, postuum gepubliceerd).
- Photius: Photii Patriarchae Constantinopolitani Epistulae et Amphilochia, in samenwerking met Basilius Laourdas, zes delen, 1983-8.
- Damascius: Traité des premiers Principes, in samenwerking met Joseph Combès. Drie delen: De l'ineffable et de l'un, 1986; De la triade et de l'unifié, 1989;  De la procession et de l'unifié, 1991.
- Proclus: Théologie Platonicienne samen met H. D. Saffrey, 5 delen, 1968-87. Na Westerinks dood is deel 6 gepubliceerd in 1997.
- Damascius: Commentaire du Parménide de Platon, in samenwerking met Joseph Combès en Alain Philippe Segonds. Westerink heeft de Griekse tekst bezorgd, maar heeft verschijning (1997-2003) van de vier delen van dit werk niet meer kunnen meemaken.
- Michaël Psellos: Poemata, 1992 (postuum gepubliceerd).

Verder:
- Verzamelbundel met artikelen van Westerink: Texts and Studies in Neoplatonism and Byzantine Literature: Collected Papers, 1980.
- Festschrift: Gonimos: Neoplatonic and Byzantine Studies Presented to Leendert G. Westerink at 75, ed. John Duffy en John Peradotto, 1988.

## Voetnoten
1. ↑  Lulofs hield zich bezig met de traditie van de Aristoteles-commentaren.